# Polis i Grekland
Greklands polisväsen, Ελληνική Αστυνομία "Elliniki Astynomia", ΕΛ.ΑΣ, grundades 1984 genom sammanslagningen av stadspolisen och gendarmeriet. De har 50 000 anställda.

## Tjänstegrader och gradbeteckningar
| Αντιστράτηγος Generallöjtnant | Υποστράτηγος Generalmajor | Ταξίαρχος Brigadgeneral | Αστυνομικός Διευθυντή Polismästare | Αστυνομικός Biträdande polismästare | Αστυνόμος Α Kommissarie A (vaktdistriktschef) | Αστυνόμος Β Kommissarie B | Υπαστυνόμος Α Biträdande kommissarie A | Υπαστυνόμος B Biträdande kommissarie B |
|                               |                           |                         |                                    |                                     |                                               |                           |                                        |                                        |

| Ανθυπαστυνόμος Förvaltare | Αρχιφύλακας Kriminalinspektör (efter genomgången befordringsutbildning) | Αρχιφύλακας Kriminalinspektör (med 15 års anställning) | Αρχιφύλακας Polisinspektör (med 16 års anställning) | Υπαρχιφύλακας Kriminalassistent (med 11 års anställning) | Υπαρχιφύλακας Polisassistent (med 12 års anställning) |
|                           |                                                                         |                                                        |                                                     |                                                          |                                                       |